# Robin de Jesús
Robin de Jesús (Norwalk, Connecticut; 21 de agosto de 1984) es un actor estadounidense de ascendencia puertorriqueña.

## Biografía
El primer papel importante de Robin de Jesús fue como Michael, en la película independiente Camp (2003), donde interpreta a un gay que recibe una paliza por usar un vestido de mujer para su fiesta de graduación. Si bien la película, que también protagonizó una joven Anna Kendrick, pasó relativamente desapercibida para la corriente dominante, luego ella ganó un seguimiento de culto entre los fanáticos del teatro musical juvenil, pues conecta a los jóvenes por el tema de quienes son rechazados por ser diferentes.
Quizás de Jesús sea más conocido por interpretar el papel de Sonny en el musical de Broadway In the Heights de 2008, por el cual recibió una nominación al premio Tony al mejor actor principal en un musical. En 2010, se unió al elenco de La Cage aux Folles (la jaula de las locas) como Jacob, el atrevido amo de llaves, lo que le valió su segunda nominación al premio Tony, en la categoría actor principal. La producción se estrenó en el Teatro Longacre el 18 de abril de 2010. De Jesús dejó la producción el 13 de febrero de 2011, reemplazado por el conocido actor Wilson Jermaine Heredia. De Jesús interpretó el papel de Boq en la producción de Broadway Wicked en el Teatro Gershwin. En 2019, recibió una tercera nominación al Premio Tony, como mejor actor principal de una obra, por su papel de Emory en The Boys in the Band.

## Filmografía
- Camp (2003) - Michael Flores
- Pet the Goat (2004) - Hector
- Fat Girls (2006) - Rudy
- How to Make It in America (2010) - Street Teenager
- Gun Hill Road (2011) - Robin
- Elliot Loves (2012) - Hector
- HairBrained (2013)
- The Boys in the Band (2020) - Emory
- Tick, Tick... Boom! (2021) - Michael

## Teatro
- Rent (2005 Broadway) – Steve/Waiter y audicionó para el papel de Angel
- In the Heights (2007 Off-Broadway) – Sonny[4]
  - Premio Drama Desk Award actuación sobresaliente del conjunto (ganador)
- In the Heights (2008 Broadway) – Sonny[5]
  - Premio Tony al mejor actor principal en un musical (nominado)
- La Cage aux Folles (2010 Broadway reestreno) – Jacob[6]
  - Premio Tony al mejor actor destacado en un musical (nominado)
  - Premio Drama Desk Award al mejor actor principal en un musical (nominado)
- Domesticated (2013 Lincoln Center Theatre)
- Mother Jones and the Children's Crusade (2014 NYMF)[7][8]
- Wicked (2014–2016, Broadway) - Boq
- The Boys in the Band (2018 Broadway) - Emory
  - Premio Tony al mejor actor destacado en un musical (nominado)

### St. Louis Municipal Opera Theatre (The Muny)
- Aladdin (2012) - Aladdin

## Vida personal
Robin de Jesús es abiertamente gay, y dicta charlas  y conferencias para jóvenes y adolescentes sobre la importancia de aceptarse uno totalmente, tal como es.